# Missori (métro de Milan)
Pour les articles homonymes, voir Missori.
Missori est une station de métro piazza Giuseppe Missori, à Milan, en Italie. Située sur la ligne 3 du métro de Milan entre Duomo et Crocetta, elle a ouvert le 16 décembre 1990. Elle permet une correspondance avec la ligne 4 via la station Sforza-Policlinico.